# Башня Грануса
Башня Грануса (нем. Granusturm) — самый старый памятник архитектуры в Ахене (Германия), изначально построенный как часть дворца короля Карла Великого в 788 году.Это одно из немногих зданий эпохи Каролингов в земле Северный Рейн-Вестфалия. Башня Грануса — одна из двух башен ратуши Ахена (вместе с рыночной башней). По мнению исследователей, она получила свое название в честь кельтского бога исцеления Граннуса.

## Архитектура и назначение
На каждом из трёх этажей имеется сводчатое помещение. Этажи соединены лестницей между внутренними стенами и наружной кладкой. В сводчатом помещении первого этажа был устроен туалет со смывом воды.
Функция башни до сих пор неясна и в настоящее время является предметом исследований. Предположения о том, что здание временно служило жилой башней для семьи Карла Великого, не кажутся верными. Здание не отапливалось, в нем не было санузлов на верхних этажах, а условия освещения были недостаточными, поскольку маленькие окна в железных оконных рамах были закрыты тонко очищенными и смазанными жиром шкурами животных для защиты от дождя или снега в холодное время года. Башня в настоящее время выполняет функцию лестницы, позволяющей подняться верхний этаж крыльца королевского зала и перейти к прилегающей (позднеантичной) крепостной стене, проходившей по кругу вокруг рыночного холма, и, таким образом, к другим возможным постройкам, примыкающим к этой круглой стене. Коридоры ведут в подвал башни, некоторые из них теперь засыпаны и замурованы.

## История создания. Реконструкции
В XIV веке город Ахен получил башню вместе с частично обветшавшими остатками Пфальца и построил городскую ратушу на фундаменте Королевского зала (Aula regia).Высота башни, построенной из бутового камня, около 20 метров. Стороны квадратного сооружения составляют 8,85 метра. В ходе этих работ высота башни Грануса, которая с тех пор является частью фасада ратуши, была увеличена на 14 метров.

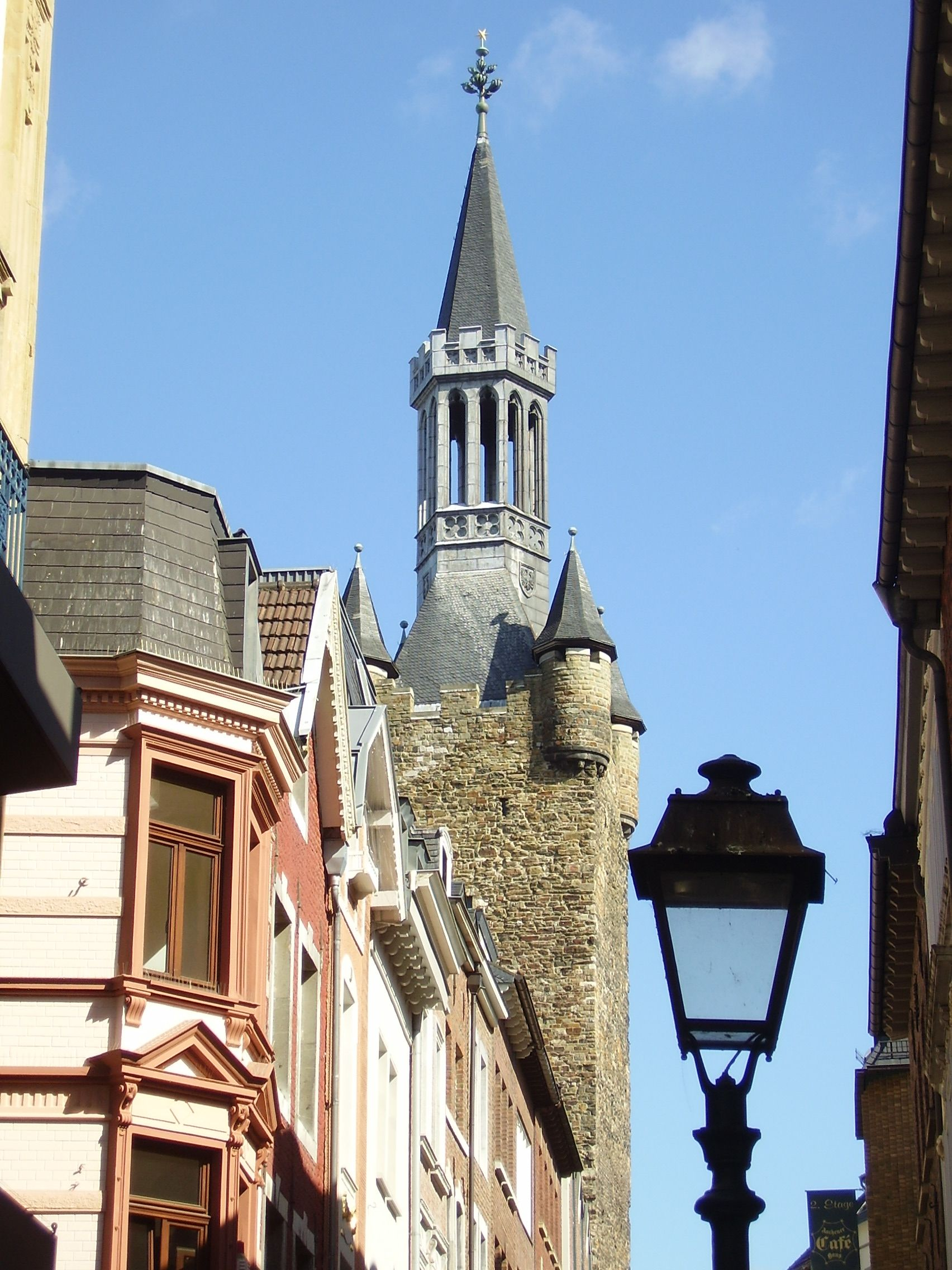
Башня Грануса. Ахен

В XVI веке в башне Грануса размещался архив документов(исключительно для секретных грамот) города Ахена, остальные документы хранились в другом месте. Во время большого городского пожара 1656 года записи и рукописи были почти полностью уничтожены, в то время как документы, хранившиеся в башне Грануса, не пострадали. 1 сентября 1754 года на башне установлен крест с фонарями. В 1883 году ещё один городской пожар уничтожил крышу башни. Полиции и пожарной службе удалось спасти часть документов, хранившихся в башне. 26 апреля 1899 года начался ремонт башни, пострадавшей во время пожара.
Во время Второй мировой войны ратуша Ахена сильно пострадала от бомбёжек. 14 июля 1943 года полностью сгорели крыши ратуши и двух её башен. Стальные каркасы памятника под действием тепла прогнулись и сильно деформировались, это же и повлекло за собой многолетний испорченный облик ратуши.
Первые меры безопасности на башне Грануса после Второй мировой войны были предприняты зимой 1944/1945 года Гансом Кёнигсом, который позже стал первым хранителем-реставратором города Ахена. Реконструкцией ратуши Ахена, включая башни, руководил в последующие годы Йозеф Пирлет.
В середине 1960-х годов выяснилось, что обе башни ратуши имеют конструктивные дефекты и требуют тщательного ремонта. Было обнаружено, что башня Грануса наклонена к югу и востоку примерно на 25 сантиметров, поэтому для её укрепления установили двенадцать анкерных стержней. В ходе исследования основания (в том числе с учетом проекта планируемых шпилей башни) в январе 1969 года были пробурены три скважины. Выяснилось, что нижний край фундамента башни построен на высоте 167,74 м над уровнем моря на мягком иле с вкраплениями кремневого гравия. Под фундаментом башни на глубине 2,7 метра находится твердая скала.
Вопрос о том, как следует перестроить два шпиля ратуши, давно вызывал споры. В 1966 году архитектор Вильгельм К. Фишер представил обширный набор эскизов проекта башни, как основу для работы и обсуждения. Студенты-архитекторы из Рейнско-Вестфальского технического университета Ахена (RWTH) также приняли участие в конкурсе с 24 проектами. Наконец, в 1968 году в рабочую комиссию по восстановлению шпилей были представлены восемь экспертных проектов. Рабочий комитет одобрил проект городского хранителя-реставратора Лео Гюго, который опирался на исторические модели. Шлемы-шпили в 1978 году снова поставили на место.